# Stadion am Wasserturm (Neuwied)
Das Stadion am Wasserturm ist ein Fußballstadion im Neuwieder Stadtteil Engers. 

## Geschichte
Das Stadion wurde 1900 erbaut, seit 1921 finden dort Fußballspiele statt. Ab 1955 besaß das Stadion einen Hauptplatz aus Naturrasen, der von März bis Juli 2017 zu einem Kunstrasenplatz umgebaut wurde. Im Zuge des Umbaus erhielt das Stadion ebenfalls eine Stadionbeleuchtung.